# Victor Weirich
Victor Weirich, född 1 april 1917 i Roskilde, död okänt år, var en dansk tecknare. 
Weirich kom som flykting till Göteborg under andra världskriget och var där verksam som tecknare några år på 1940-talet. Weirich är representerad vid Göteborgs historiska museum med ett tiotal tuschteckningar med Göteborgsmotiv utförda 1946–1947. 